# Tiffany Taylor
Tiffany Taylor (Los Angeles, Kalifornia, 1980. december 6. –) amerikai pornószínésznő. Pakisztáni és francia származású.

## Élete és pályafutása
Los Angelesben született, Celine névvel is szokták emlegetni. Édesanyja pakisztáni, édesapja francia. Angolul, spanyolul és franciául beszél. Több mint 170 szex filmben szerepelt, mióta 2004-ben belekezdett a szex iparba. Jenna Amerika szex sztárjának műsorában Tiffany Taylor ott volt a legjobb négy versenyző között. 2006-ban autós karambolt szenvedett el. Egyéves szerződést írt alá a Vivid Entertainment céggel. 163 centiméter magas. Jobb köldökénél van tetoválás, nyúl van a hátára rajzolva. Pillangó a bal lábán.

## Válogatott filmográfia
| - 2012 Big Tit Girls Love to Be Gangbanged - 2012 Pool Party at Seymore's 3: The Sext Generation - 2011 She Craves Cock - 2011 Lex Steele XXX 14 - 2011 I Suck - 2011 Hole in the Dark 2 - 2011 Pretty Tied Up - 2010 Meat Your Teacher | - 2010 Pain in Da Ass - 2010 Busty Bartenders - 2010 Hell's Kittens - 2010 Lex on Blondes 7 - 2010 Masturbation Nation 9 - 2009 Sunny's Big Adventure - 2009 There Will Be Cum 7 - 2009 Reinvented |